# 桂南治
桂 南治（かつら なんじ、1947年4月18日 - 2001年11月26日）は、山形県西村山郡河北町出身で落語芸術協会に所属する落語家。二代目桂小南門下の真打。本名∶武田 実。

## 来歴
1969年、二代目桂小南に入門し、前座名「南次」を名乗る。
1973年9月、三遊亭松遊三と共に二ツ目昇進し「南治」と改名。
1984年4月、四代目三遊亭圓左、三代目三遊亭小圓右、三遊亭左圓馬、三遊亭左遊と共に真打に昇進。
2001年11月26日午前2時2分、肝硬変のため東京都世田谷区の病院で死去。54歳没。

## 芸歴
- 1969年 - 二代目桂小南に入門、前座名「南次」を名乗る。
- 1973年9月 - 二ツ目昇進、「南治」と改名。
- 1984年4月 - 真打昇進。

## 出囃子
- 花笠音頭

南治の死後、同じく落語芸術協会所属で山形県出身である春風亭昇りんが出囃子を受け継いだ。

## 人物
「たいこ腹」などの滑稽落語を得意とした。